# OTI 1993

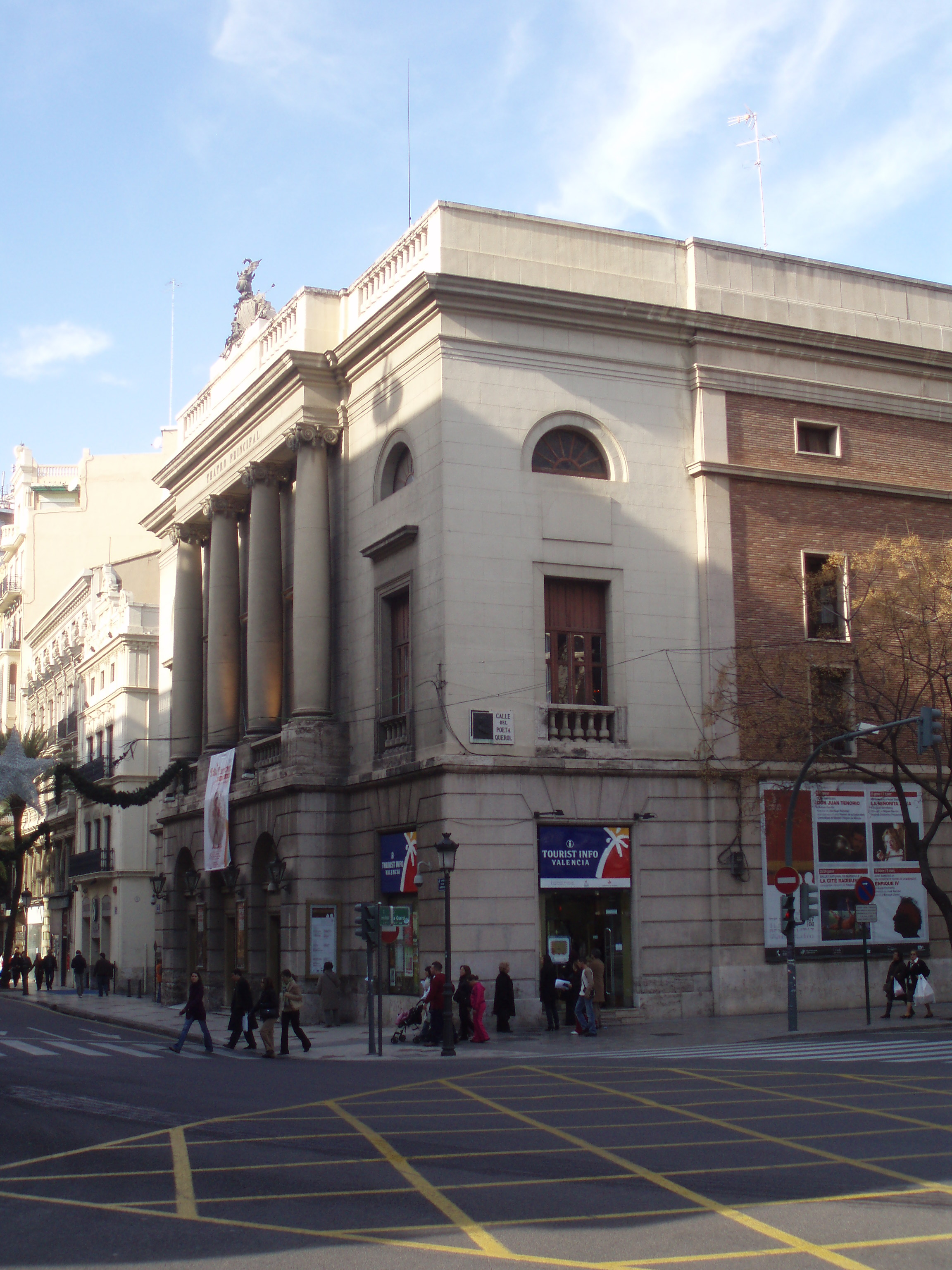
Il Teatro Principale di Valencia, luogo della manifestazione

Il ventiduesimo Festival della canzone iberoamericana si tenne a Valencia, in Spagna il 9 ottobre 1993 e fu vinto da Ana Reverte che rappresentava la Spagna.

## Classifica
| Paese                                      | Artista              | Canzone                      | Posizione |
| Spagna                                     | Ana Reverte          | Enamorarse                   | 1         |
| Brasile                                    | Emilio Santiago      | Essa fase do amor            | 2         |
| Messico                                    | Magdalena Zárate     | Siempre a medias             | 2         |
| Portogallo                                 | Anabela              | Onde estás?                  | 3         |
| Argentina                                  | Marcelo San Juan     | Yo soy el otro               |           |
| Canada                                     | Omar Ortíz           | Suelta mi mano gitana        |           |
| Porto Rico                                 | Rumba y Bembé        | Que siga la rumba            |           |
| Rep. Dominicana                            | Tríada               | Sigue                        |           |
| Stati Uniti                                | Aimar Rocío          | Esperanza, capricho o viento |           |
| Cuba                                       | Manolo Sánchez       | Amor de miedo                |           |
| Perù                                       | Jean Marco Zignano   | Volvamos a empezar           |           |
| Colombia                                   | Alexia Hernández     | Cómo volver amar             |           |
| Costa Rica                                 | Luis Fernando Piedra | Yo soy América               |           |
| Paraguay                                   | Dany Durand          | Señora mía                   |           |
| Uruguay                                    | Pablo Estramín       | Si eres árbol caído          |           |
| Honduras                                   | Carlos Alberto       | Sale el sol                  |           |
| Venezuela                                  | Nicolás Felizola     | No me arriesgo               |           |
| Bolivia                                    | Adrián Barremechea   | El jardín de los sueños      |           |
| Panama                                     | Tony Cheng           | Canción a mi madre           |           |
| Cile                                       | Keko Yungue          | María y Manuel               |           |
| Antille Olandesi                           | Melania Arroyo       | Si te vuelvo a encontrar     |           |
| Nicaragua                                  | Walmaro Gutiérrez    | Cuando tengo tu amor         |           |
| Ecuador                                    | Pericles             | Él tiene razón               |           |
| Guatemala                                  | Mario Vides          | Niño, salva tu mundo         |           |
| El Salvador                                | Roberto Salamanca    | Ella                         |           |
| Luogo: Teatro Principal - Valencia, Spagna |                      |                              |           |